# Departament de l'Alt Paraguai
El departament de l'Alt Paraguai és una subdivisió administrativa del nord-est del Paraguai. La seva capital és la ciutat de Fuerte Olimpo.
Segons dades del 2002, té una població de 21.345 habitants. La seva superfície total és de 82.349 km².